# Herbert Abratis
Herbert Abratis (Babienten, 21 de março de 1918 — Oderbruch, 29 de março de 1945) foi um oficial alemão que serviu na Luftwaffe durante a Segunda Guerra Mundial. Foi condecorado com a Cruz de Cavaleiro da Cruz de Ferro.

## Sumário da carreira

### Condecorações
- Distintivo de Paraquedista
- Cruz de Ferro (1939)
  - 2ª classe (19 de junho de 1941)[5]
  - 1ª classe (27 de agosto de 1942)[5]
- Distintivo de Feridos
  - em Preto
  - em Prata
- Distintivo de Assalto Terrestre da Luftwaffe
- Medalha Oriental
- Cruz Germânica em Ouro (15 de março de 1943)[6]
- Cruz de Cavaleiro da Cruz de Ferro (24 de outubro de 1944)[7][8]
- Ärmelband Kreta

### Promoções
| ROA           | 1937 |
| Gefreiter     | 1937 |
| Unteroffizier | 1938 |
| Wachtmeister  | 1938 |
| Leutnant d.R. | 1939 |
| Leutnant      | 1939 |
| Oberleutnant  | 1941 |
| Hauptmann     | 1943 |
| Major         | 1945 |